# Parathalestris intermedia
Parathalestris intermedia is een eenoogkreeftjessoort uit de familie van de Thalestridae. De wetenschappelijke naam van de soort is voor het eerst geldig gepubliceerd in 1930 door Gurney.